# Camptochaete schlosseri
Camptochaete schlosseri là một loài Rêu trong họ Lembophyllaceae. Loài này được (Sendtn.) Broth. ex Paris mô tả khoa học đầu tiên năm 1909.